# Административное деление Читы

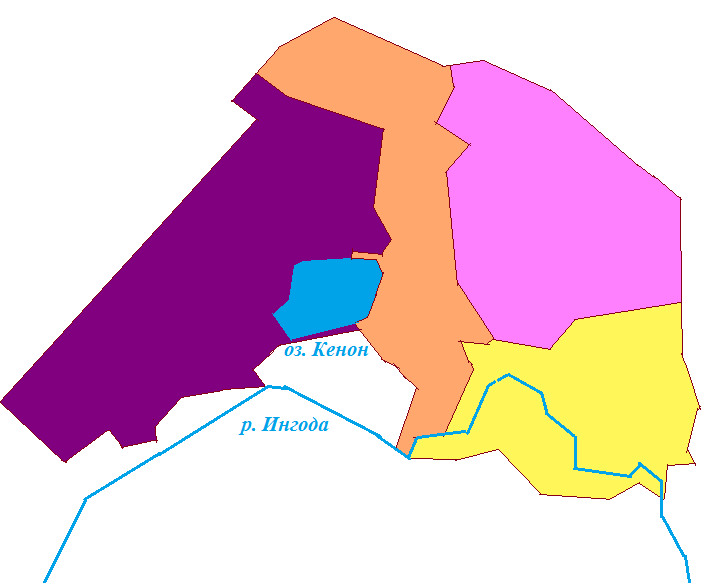
Административные районы Читы
Железнодорожный
Ингодинский
Центральный
Черновский

Город Чита, административный центр Забайкальского края, разделён на 4 административных района.
В рамках административно-территориального устройства края, Чита является городом краевого подчинения, одновременно входящим в Читинский район. В рамках муниципального устройства он образует отдельное от одноимённого муниципального района самостоятельное муниципальное образование городской округ город Чита с единственным населённым пунктом в его составе.
Административные районы Читы не являются муниципальными образованиями.

## Районы
| № | Район           | Площадь, км² | Население, чел. (2021) | Код ОКАТО  |
| - | --------------- | ------------ | ---------------------- | ---------- |
| 1 | Железнодорожный | 52,42        | ↗50 307                | 76 401 364 |
| 2 | Ингодинский     | 131,00       | ↘68 728                | 76 401 368 |
| 3 | Центральный     | 83,76        | ↗131 557               | 76 401 373 |
| 4 | Черновский      | 270,82       | ↘83 835                | 76 401 380 |

## История
17 января 1941 года в Чите были образованы 3 района: Железнодорожный, Центральный и Черновский. 15 января 1945 года был создан четвёртый район — Ингодинский.